# انکس گانتر
انکس گانتر یک تأسیسات نیروی هوایی ایالات متحده است که در حومه شمال-شمال شرقی مونتگومری، آلاباما واقع شده‌است. این پایگاه به نام شهردار سابق مونتگومری ویلیام آدامز گانتر نامگذاری شده‌است. تا سال ۱۹۹۲ به عنوان پایگاه نیروی هوایی گانتر یا ایستگاه نیروی هوایی گانتر شناخته می‌شد. این پایگاه از زمان افتتاح آن در سال ۱۹۴۰ یک پایگاه آموزشی نظامی بوده‌است. انکس گانتر یک تأسیسات تابعه تحت مدیریت بال 42d پایگاه هوایی در نزدیکی پایگاه نیروی هوایی ماکسول است.